# A Test of the News (Walter Lippmann)
A Test of the News ist eine Studie zur Objektivität und Neutralität der Presseberichterstattung am Beispiel der New York Times. Sie wurde 1920 von Walter Lippmann und Charles Merz verfasst. Beide hatten in derselben militärischen Propagandaeinheit (CPI) in Frankreich gearbeitet. Merz wurde später Redakteur der New York Times. Unterstützt wurden die Autoren von Faye Albertson Lippmann, Lippmanns erster Frau.

## Thema und Methode
Thema war die Darstellung der Russischen Revolution und des Russischen Bürgerkriegs in der New York Times. Die Untersuchung erschien am 4. August 1920 als 42-seitige Beilage zu The New Republic, einer Zeitschrift, die von Lippmann mitbegründet worden war. Die Inhaltsanalyse der Autoren umfasste mehrere tausend Zeitungsartikel in mehr als 1000 Ausgaben, die über einen Zeitraum von drei Jahren veröffentlicht worden waren, beginnend vom März 1917 bis zum März 1920.

## Voraussetzungen und Ziele
Voraussetzung der Untersuchung war, dass eine gesunde öffentliche Meinung zu politischen Sachverhalten sich nicht ohne Zugang zu möglichst objektiven Nachrichten über diese Sachverhalte bilden kann.
Anlass war ein nach Lippmanns Darstellung weit verbreiteter Zweifel an der Berichterstattung der Medien, insbesondere während des Ersten Weltkriegs. ihre Qualität sollte durch eine empirische Untersuchung überprüft werden:

“There is today a widespread and a growing doubt whether there exists such an access to the news about contentious affairs. This doubt ranges from accusations of unconscious bias to downright charges of corruption, from the belief that the news is coloured to the belief that the news is poisoned. On so grave a matter evidence is needed.”

„Es gibt heute einen weit verbreiteten und wachsenden Zweifel daran, ob es einen solchen Zugang zu Nachrichten gibt, wenn es um strittige Angelegenheiten geht. Dieser Zweifel reicht von Vorwürfen einer unbewussten Parteinahme bis zu krassen Anklagen der Korruption, vom Glauben, Nachrichten seien gefärbt, bis zum Glauben, sie seien vergiftet. Bei einem so ernsten Thema braucht man Beweise.“

Die New York Times wurde aus fünf Gründen ausgewählt:
- Sie war an Einfluss unübertroffen.
- Sie besaß die Möglichkeiten, Sachverhalte selbst zu ermitteln.
- Die technische Aufbereitung der Nachrichten schien den Autoren bewundernswert.
- Das Register erleichterte das systematische Studium.
- Die Zeitungsartikel waren leicht zugänglich.
- Die Times galt als eine der großartigsten Zeitungen der Welt.

Die Russische Revolution wurde als Thema gewählt, weil sie geschichtlich bedeutsam war und „die Art von Leidenschaft weckte, die die Objektivität der Berichte am meisten auf die Probe stellt“.
Die zu beantwortende Frage war:

„… ob dem Leser der Nachrichten ein Bild der verschiedenen Phasen der Revolution vermittelt wurde, das dem Faktencheck standhielt, oder ob er irregeleitet wurde, ein ganz anderes Ergebnis als das tatsächliche zu erwarten.“

Die Studie widmete sich sieben Zeitabschnitten und im Rückblick unbestrittenen Hauptereignissen. Zu jedem Zeitabschnitt wird die Haupttendenz der Presseberichterstattung herausgearbeitet.
Abschnitt 1 bis 2: Zweck-Optimismus, geleitet von der Hoffnung auf einen Sieg Russlands über Deutschland, gestützt auf eine einseitige Auswahl offizieller oder reputabel erscheinender Quellen. Der geübte Leser konnte jedoch anhand der ständigen Wiederholungen zum Zweifel an der Glaubwürdigkeit des Gesagten kommen.
Abschnitt 3: Hoffnungen werden gehegt, dass die Kommunisten den Friedensschluss mit Deutschland ablehnen werden.
Abschnitt 4: Enttäuschung über die Niederlage der Revolutionstruppen und Angst führen zur Propaganda für eine Militärintervention
Abschnitt 5: Angst vor der „Roten Gefahr“ ersetzt nach dem Waffenstillstand die Angst vor Deutschland als Motiv für Intervention
Abschnitt 6: Generäle der „Weißen“ werden als Retter propagiert
Abschnitt 7: Die Angst vor den Deutschen wird durch die Angst vor den „Roten“ ersetzt.

## Ergebnisse
Die Studie kam zu dem Ergebnis, dass die Berichterstattung der Times weder unvoreingenommen noch korrekt war. Die „news stories“ der Zeitung beruhten nicht auf Fakten, sondern wurden „von den Hoffnungen der Männer bestimmt (..), aus denen sich die Nachrichtenorganisationen zusammensetzten“. Die Zeitung berief sich auf Ereignisse, die nicht stattgefunden hatten, Gräueltaten, die es nicht gab, und berichtete nicht weniger als 91 Mal, dass das bolschewistische Regime am Rande des Zusammenbruchs stand.
Lippmanns Biograf Ronald Steel resümiert, Lippmann und Merz hätten kritisch festgestellt, die Nachrichten über Russland seien „ein Beispiel dafür, das man nicht sieht, was war, sondern was die Menschen sehen wollten“. „Der Hauptzensor und der Hauptpropagandist waren die Hoffnung und die Angst in den Köpfen der Reporter und Redakteure.“

## Journalistische Standards als Problem
Lippmann und Merz sehen die Ursachen der Mängel im Verfehlen der journalistischen Standards. Die Analyse zeige, so die Autoren im Abschlusskapitel,
- wie ernsthaft fehlgeleitet die Times war, indem sie sich auf offizielle „Lieferanten“ von Informationen verließ. Es zeige sich, dass eine unabhängige Presse Tatsachenbehauptungen von Regierungen und regierungsnahen Kreisen wie auch von Führern politischer Bewegungen nicht als Tatsachenurteile betrachten kann. Diese Herkunft weise auf Meinungen hin, die von einem besonderen Zweck geleitet sind. Sie seien demnach keine verlässlichen Nachrichten. (…) Gemessen an einem hohen journalistischen Standard ist die Aussage eines Ministers in einer Frage lebenswichtiger Bedeutung nur eine Aufforderung zu unabhängiger Ermittlung. Noch irreführender sei es, sich statt auf eine offizielle Mitteilungen auf halboffizielle anonyme Äußerungen zu stützen. Journalisten dürften keine zu engen Verbindungen zur Politik haben. (vgl. S. 41)
- Nicht einmal eine Zeitung wie die Times werde dem Bedarf an geeigneten Korrespondenten gerecht. In außergewöhnlichen Zeiten brauche man außergewöhnliche Korrespondenten. Berichterstattung sei eine der schwierigsten Berufe, sie erfordere Expertenwissen und eine ernsthafte Ausbildung. (vgl. S. 42)
- In kritischen Zeiten breche die Trennung von Leitartikeln und Nachrichten zusammen. Die russlandpolitische Haltung der Herausgeber habe die Nachrichten zutiefst und in krasser Form beeinflusst. Die Textgestaltung der Nachrichten hinsichtlich Akzentsetzung und Schlagzeilen sei eindeutig von anderen als professionellen Standards bestimmt. Diese Tatsache sei so offensichtlich, die Einwirkung der Voreingenommenheit der Herausgeber so auffällig, dass es „einer ernsthaften Reform bedarf, bis der Kodex, der verletzt wurde, wiederhergestellt werden kann“. (vgl. S. 42)

## Lösungsvorschläge
Die Lösung sahen Lippmann und Merz nicht in einer gesetzlichen Regulierung der Presse, sondern in der Orientierung an einem Berufsethos, das von der Leserschaft nicht durch das Schreiben von Leserbriefen eingefordert wird, sondern „durch Organisationen, die zu Zentren des Widerstandes werden“. (S. 42)

## Weitere Publikationen
1919 veröffentlichte Lippmann zwei Aufsätze, What Modern Liberty Means und Liberty and the News im Atlantic Monthly, die zu ähnlichen Schlussfolgerungen und Vorschlägen kommen wie A Test of the News. Sie wurden 1920 in der Essaysammlung Liberty and the News veröffentlicht.

## Zitate
Im Großen und Ganzen zeigen die Nachrichten über Russland, dass Menschen nicht sehen, was war, sondern was sie zu sehen wünschten. (…) Der Hauptzensor und der Hauptpropagandist waren Hoffnung und Angst in den Köpfen der Reporter und Redakteure. Sie wollten den Krieg gewinnen; sie wollten den Bolschewismus abwehren. (…)
Aus subjektiven Gründen akzeptierten und glaubten sie das meiste von dem, was ihnen das Außenministerium erzählte, (…) die Berichte von staatlich kontrollierten Nachrichtendiensten im Ausland und von Korrespondenten, die mit den verschiedenen Geheimdiensten und mit Mitgliedern des alten russischen Adels übermäßig vertraut waren. Aus der Sicht des professionellen Journalismus ist die Berichterstattung über die Russische Revolution eine Katastrophe. In den wesentlichen Fragen war der Endeffekt fast immer irreführend, und irreführende Nachrichten sind schlimmer als gar keine. (…) Sie standen in der obersten Pflicht in einer Demokratie, die Informationen zu liefern, von denen sich die öffentliche Meinung ernährt, und sie haben diese Pflicht vergessen.
Ihre Motive mögen hervorragend gewesen sein. Sie wollten den Krieg gewinnen; sie wollten die Welt retten. Sie waren durch aufregende Ereignisse nervlich erregt. Sie waren verwirrt von der Komplexität der Dinge und den Hindernissen, die der Krieg auftürmte. Aber was auch immer die Ausreden, die Entschuldigungen und Beschönigungen sein mögen, es bleibt die Tatsache, dass eine große Nation in einer extremen Krise nicht das Minimum an notwendigen Informationen über ein Ereignis von höchster Bedeutung sicherstellen konnte:

“In the large, the news about Russia is a case of seeing not what was, but what men wished to see. (…) The chief censor and the chief propagandist were hope and fear in the minds of reporters and editors. They wanted to win the war; they wanted to ward off bolshevism. (…) For subjective reasons they accepted and believed most of what they were told by the State Department, (…) reports of governmentally controlled news services abroad, and of correspondents who were unduly intimate with the various secret services and with members of the old Russian nobility. From the point of view of professional journalism the reporting of the Russian Revolution is nothing short of a disaster. On the essential questions the net effect was almost always misleading, and misleading news is worse than none at all. Yet on the face of the evidence there is no reason to charge a conspiracy by Americans. They can fairly be charged with boundless credulity, and an untiring readiness to be gulled, and on many occasions with a downright lack of common sense. Whether they were ‚giving the public what it wants‘ or creating a public that took what it got, is beside the point. They were performing the supreme duty in a democracy of supplying the information on which public opinion feeds, and they were derelict in that duty. Their motives may have been excellent. They wanted to win the war; they wanted to save the world. They were nervously excited by exciting events. They were baffled by the complexity of affairs, and the obstacles created by war.”